# Цельнощупиковые

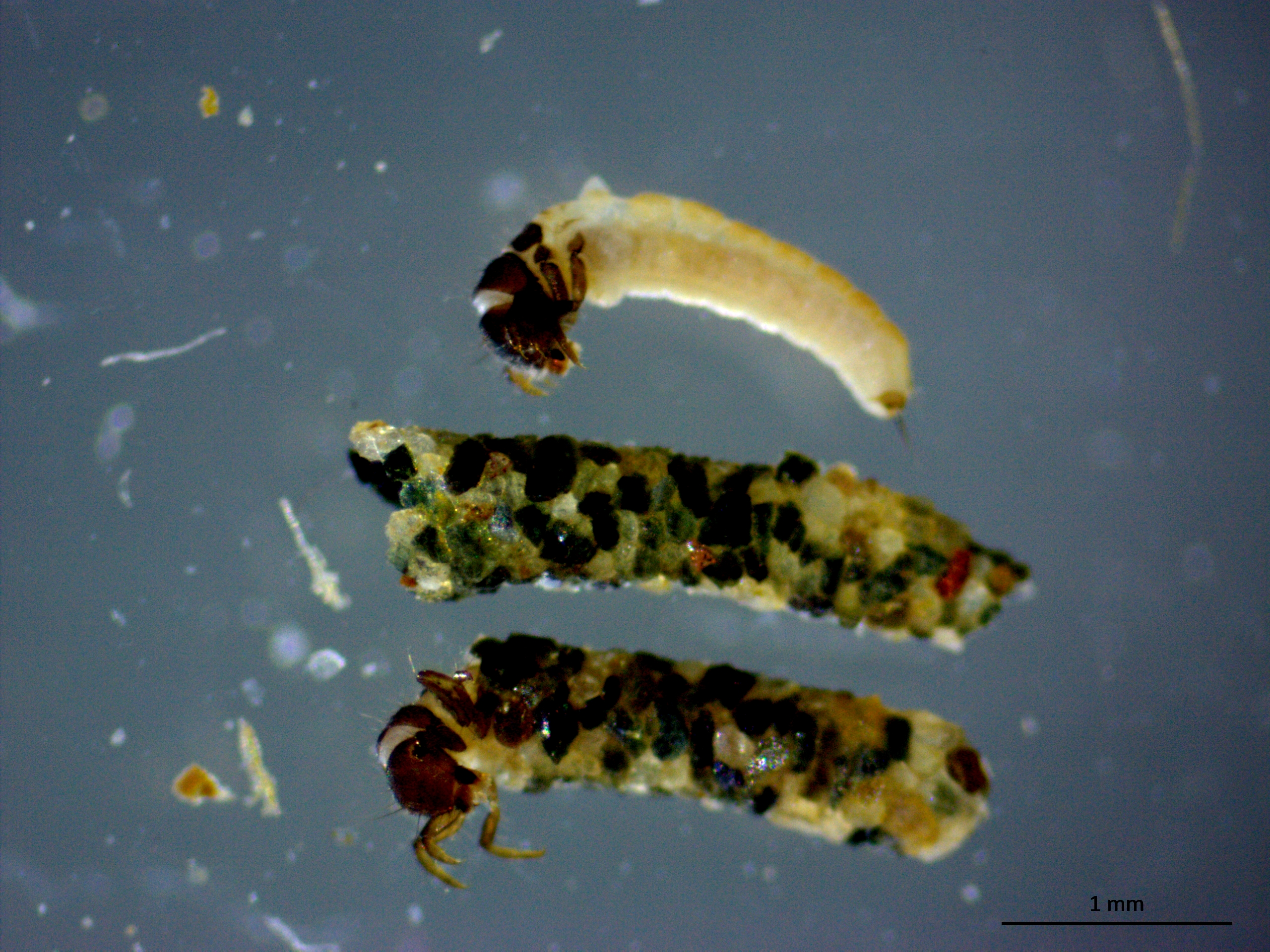
Личинка и домик Limnephilus auricula

Цельнощупиковые (лат. Integripalpia) — подотряд ручейников. Научное название подотряда описывает признак цельности последнего сегмента максиллярных щупиков у взрослых особей, который не делится на кольца. Личинки большинства представителей делают трубчатые домики.

## Описание
Integripalpia — самый многочисленный подотряд ручейников, они широко распространены и являются космополитами. Личинки строят трубчатые домики из самых разных материалов и в самой разнообразной архитектонике. При питании и ползании по субстрату личинка высовывает голову и ноги из переднего конца домика. Для увеличения размера футляра они просто удлиняют или наращивают передний конец с каждым возрастом личинки, и в конце концов окукливаются внутри слегка изменённого футляра. Личинки, образующие чехлы, в основном являются детритоядными. Они питаются, измельчая и проглатывая отмершие листья и другие части растений, преимущественно тугайного происхождения. Хищничество также широко распространено, но травоядность на живых растениях встречается реже. Другие питаются, соскабливая диатомовые водоросли, другие водоросли и мелкий детрит, составляющий перифитон или биоплёнку. Очень немногие из них являются фильтраторами или захватывают дрейфующую добычу.

## Систематика
Монофилия Integripalpia никогда не подвергалась серьёзному сомнению. Weaver (1984) в первом кладистическом анализе, основанном на морфологии, признал Integripalpia монофилетической кладой, как и последующие морфологические анализы (Frania and Wiggins, 1997; Ivanov, 2002). Все комбинированные молекулярные анализы позволили подтвердить Integripalpia (Kjer et al., 2001; 2002; Holzenthal et al. 2007), как и разделительные анализы на основе митохондриальных данных (Kjer et al., 2001).

### Классификация
Крупнейшие семейства подотряда: Leptoceridae (52 рода, 2037 видов), Limnephilidae (100, 884).
Крупнейшие роды подотряда: Oecetis (включает более 340 видов), Setodes  (>200; Leptoceridae), Limnephilus (~200; Limnephilidae), Helicopsyche (~200; Helicopsychidae).
- Подотряд Integripalpia
  - Надсемейство Leptoceroidea Leach, 1815 (~1850 видов)[10].
    - Семейство Atriplectididae
    - Семейство Calamoceratidae
    - Семейство Molannidae
    - Семейство Leptoceridae
    - Семейство Limnocentropodidae
    - Семейство Odontoceridae
    - Семейство Philorheithridae

  - Надсемейство Limnephiloidea F. Kolenati, 1848 (1800)[11].
    - Семейство Apataniidae
    - Семейство Brachycentridae
    - Семейство Goeridae
    - Семейство Limnephilidae
    - Семейство Lepidostomatidae
    - Семейство Oeconesidae
    - Семейство Pisuliidae
    - Семейство Rossianidae
    - Семейство †Taymyrelectronidae
    - Семейство Uenoidae

  - Надсемейство †Necrotaulioidea
    - Семейство †Necrotauliidae

  - Надсемейство Phryganeoidea Leach, 1815 (~90)[13].
    - Семейство †Baissoferidae
    - Семейство †Dysoneuridae
    - Семейство †Kalophryganeidae
    - Семейство Phryganeidae
    - Семейство Phryganopsychidae
    - Семейство Plectrotarsidae

  - Надсемейство Sericostomatoidea Stephens, 1836 (~480)[12].
    - Семейство Anomalopsychidae
    - Семейство Antipodoeciidae
    - Семейство Barbarochthonidae
    - Семейство Beraeidae
    - Семейство Calocidae
    - Семейство Chathamiidae
    - Семейство Conoesucidae
    - Семейство Helicophidae
    - Семейство Helicopsychidae
    - Семейство Hydrosalpingidae
    - Семейство Kokiriidae
    - Семейство Petrothrincidae
    - Семейство Sericostomatidae

  - Надсемейство Tasimioidea Riek, 1968
    - Семейство Tasimiidae

  - Надсемейство †Vitimotaulioidea
    - Семейство †Vitimotauliidae
    - ?Семейство †Cladochoristidae (→Cladochoroptera)
    - ?Семейство †Microptysmatidae (→Protomeropina)
    - ?Семейство †Prosepididontidae (→Geinitziidae)
    - ?Семейство †Protomeropidae (→Protomeroptera)
    - ?Семейство †Uraloptysmatidae (→Microptysmatidae)